# Estado Mayor

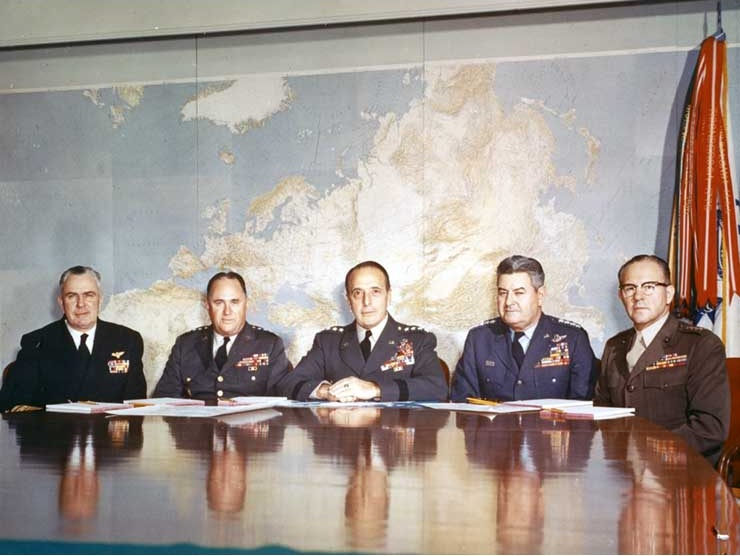
Junta de Jefes del Estado Mayor Conjunto, noviembre de 1961.

En las fuerzas armadas modernas, el Estado Mayor es el grupo de oficiales que cumplen tareas de administración, logística y planeamiento bajo la dirección de un oficial de rango superior. Están encargados de asesorar técnicamente a los jefes superiores, distribuir las órdenes impartidas por estos y supervisar su cumplimiento.

## Estructura básica de un Ejército moderno
A diferencia de los grandes Ejércitos del pasado, las estructuras militares modernas reconocen claramente una diferenciación interna en cuanto a la asignación y ubicación de los recursos (Personal y Material): el plano administrativo y el plano operacional u operativo. El plano administrativo se encarga del reclutamiento, la instrucción y la formación de las Unidades de cada fuerza y su equipamiento y apronte. Cuando una operación concreta es ordenada, el Estado Mayor ordena al estamento administrativo (regimiento, batallón, compañía) la desagregación de la unidad o subunidad que sea con el material apropiado, la cual será asignada y transferida al Mando Operativo encargado de la fuerza de tareas que se trate, hasta su reemplazo o relevo.

## Integración - Elementos
Aunque muchos términos militares hayan pasado al lenguaje cotidiano comercial por analogía, el concepto tradicional de Estado Mayor mantiene su significación castrense como término antonomásico. La integración de los estados mayores es aproximadamente similar en casi todos los Ejércitos del mundo, aunque con las variantes propias de cada configuración nacional, generalmente determinada por razones históricas o geográficas o geopolíticas. Y también, de estricta organización militar.
Los departamentos, elementos, direcciones o jefaturas de que, como mínimo, se compone un Estado Mayor y sin perjuicio de lo que se dirá en cada caso, son:
- Personal
- Inteligencia o Informaciones
- Planificación

- Operaciones

- Logística

Como se irá viendo enseguida, en muchas organizaciones militares han sido desagregadas las funciones de Instrucción, Comunicaciones, Sanidad, Justicia, cooperación cívico-militar y administración financiera, conformándose otros tantos estamentos dentro del Estado Mayor de igual jerarquía que los anteriores. No obstante, como esto redunda en una multiplicación a veces excesiva de las funciones administrativas, en algunos Ejércitos se ha intentado agrupar los servicios mencionados dentro de alguno de los estamentos o reparticiones tradicionales.

### I. Personal
Repartición que se ocupa principalmente de cuestiones de administración y tratamiento, ocasionalmente reclutamiento y formación y entrenamiento del personal dependiente de la organización a la cual pertenece el Estado Mayor. Tradicionalmente, este estamento incluía la Instrucción del Personal, pero en muchas organizaciones de Estados Mayores modernos se ha transferido esta responsabilidad a una repartición autónoma y que agrupa los institutos o academias de formación o instrucción general o técnica.

### II. Inteligencia o Informaciones
El estamento Inteligencia se encarga de recolectar información relativa a las fuerzas enemigas, su composición, recursos y armamento y posibles despliegues; planes de batalla y movilización del adversario y probable estado de capacitación; mantenimiento de cartas y mapas geográficas y en fin, toda otra información física o moral que convenga al desarrollo exitoso de un posible escenario de enfrentamiento bélico. Desde luego, se incluye en este concepto los recursos generales del enemigo, no solamente los de sus fuerzas armadas, y la posibilidad de la fuerza propia de sostenerse con los recursos del territorio tanto propio como hostil. Usualmente esta repartición se ocupa además de la guerra psicológica y las contramedidas a la del enemigo, así como a la seguridad general de la fuerza propia.

### III. Planificación
La Jefatura de Planificación existe casi exclusivamente en las grandes unidades de batalla, siendo desempeñadas esas funciones, en las unidades pequeñas por la Jefatura de Operaciones. En términos generales, su competencia es la preparación de esquemas, proyectos, fines y sus correlativos planes estratégicos; incluye -según la organización de cada país- hasta un nivel operacional e inclusive táctico en ciertos casos.

### IV. Operaciones
Este comando se encarga de administrar, dirigir y coordinar directamente las operaciones de los niveles táctico y operacional y también -en algunos casos- su planificación, porque como se ha dicho recién, en las grandes unidades estas últimas funciones han sido asumidas por la más específica Dirección de Planeamiento. De hecho, en las pequeñas unidades rara vez exista una jefatura o dirección de Planeamiento, llenando estas funciones este estamento de Operaciones. Este escalón es el encargado nativo, en muchas organizaciones militares, de transmitir las órdenes de maniobra y verificar su ejecución. En sus funciones básicas está también el mantenimiento de la sustentabilidad del plan, la ejercitación y capacitación del personal ordenados a la eficacia de la maniobra táctica.

### V. Logística
El apoyo logístico comprende toda clase de suministros necesarios para el sostenimiento del personal y mantenimiento o reemplazo del material, la sustentabilidad permanente de la fuerza propia y sufragio para el desarrollo del combate; el reabastecimiento de munición de boca y armas, el transporte y repuestos, combustibles y lubricantes; agua y alimentos, alojamiento de la tropa, y según cada país y organización militar: Sanidad, Justicia, Comunicaciones, relaciones y cooperación cívico-militar, etc. Pero estas últimas funciones en general han sido desagregadas en organismos independientes en casi todos los Estados Mayores modernos, constituyéndose a su vez en Jefaturas o Direcciones independientes.

## Historia
El sistema data de fines del siglo XVIII. Antes de esta fecha, las tareas de coordinación se llevaban a cabo según las necesidades del caso, sin que existieran unidades específicamente destinadas a este efecto, y dependiendo casi siempre de la habilidad personal de cada jefe militar que se encargaba de cuestiones de logística, inteligencia, y comunicaciones según su personal criterio, o designando oficiales -de modo transitorio e improvisado- para estas tareas. En 1795, el general francés Louis Berthier organizó por primera vez un Estado Mayor en el ejército destinado a la campaña de Italia durante las Guerras revolucionarias francesas, con oficiales encargados específicamente de suministros, comunicaciones, y planificación, ahorrando estas responsabilidades a los jefes en campaña. Cuando Napoleón Bonaparte se hizo cargo de esta fuerza al año siguiente, pudo apreciar las ventajas tácticas que proporcionaba un sistema riguroso y constante de información y supervisión, y lo adoptó para la organización de su cuartel general; posteriormente Bonaparte empezó a centralizar funciones de planificación y logística, pero encargando que otros oficiales supervisaran el cumplimiento de sus disposiciones.
Hacia la misma época, el Ejército de Prusia implantó un sistema similar, destinando oficiales técnicos expresamente formados a ese efecto para auxiliar a los mandos en funciones de administración. A sus funciones pronto se añadieron las de inteligencia militar y planificación de contingencias. Poco después, se introdujo la práctica de rotar oficiales entre funciones de mando y de Estado Mayor. A partir de 1806, la Academia de Guerra Prusiana comenzó a impartir formación específica a los oficiales de Estado Mayor para entrenarlos en responsabilidades concretas. A finales del siglo XIX el modelo prusiano empezó a ser adoptado por casi todas las fuerzas armadas modernas del mundo en tanto la creciente complejidad de las operaciones bélicas impedían que un solo jefe -por talentoso que fuera- pudiera asumir con éxito las muchas responsabilidades más allá del campo de batalla.

## Funciones
El Estado Mayor cumple funciones asesoras a nivel de planeamiento y de ejecución. En el primer aspecto, está encargado de recopilar la información necesaria para proceder a la toma de decisiones. En el segundo, debe generar las órdenes oportunas para que una misión determinada sea abordada con las mayores garantías de éxito, ha de asegurar los mecanismos para la transmisión de esas órdenes a la tropa y realizar un seguimiento continuo de las mismas, velando siempre por el buen fin de la misión.
También debe preparar planes de actuación para posibles contingencias futuras. En las fuerzas armadas modernas, además de los estados mayores de cada arma funciona un Estado Mayor Conjunto, encargado de coordinar el apoyo a las operaciones bélicas de las tres fuerzas armadas: Armada, Ejército y Fuerza Aérea.